# Европско првенство у атлетици на отвореном 1946 — 10.000 метара за мушкарце
Такмичење у трчању на 10.000 метара у мушкој конкуренцији на 3. Европском првенству у атлетици 1946. одржано је 22. августа  на стадиону Бислет у Ослу.
Титулу освојену у Паризу 1930., није бранио Илмари Салминен из Финске.

## Земље учеснице
Учествовало је 10 такмичара из 7 земаља.
1. Италија (1)
2. Луксембург (1)
3. Мађарска (1)
4. Норвешка (2)
5. Совјетски Савез (1)
6. Финска (2)
7. Шведска (2)

## Рекорди
| Рекорди пре почетка Европског првенства 1938. | Рекорди пре почетка Европског првенства 1938. | Рекорди пре почетка Европског првенства 1938. | Рекорди пре почетка Европског првенства 1938. | Рекорди пре почетка Европског првенства 1938. |
| --------------------------------------------- | --------------------------------------------- | --------------------------------------------- | --------------------------------------------- | --------------------------------------------- |
| Светски рекорд                                | Виљо Хејно Финска                             | 29:35,4                                       | Турку, Финска                                 | 25. август 1944..                             |
| Европски рекорд                               | Виљо Хејно Финска                             | 29:35,4                                       | Турку, Финска                                 | 25. август 1944..                             |
| Рекорди Европских првенстава                  | Илмари Салминен Финска                        | 30:52,4                                       | Париз, Француска                              | 5. септембар 1938.                            |
| Рекорди после Европског првенства 1946.       |                                               |                                               |                                               |                                               |
| Рекорди Европских првенстава                  | Виљо Хејно Финска                             | 29:52,0                                       | Париз, Француска                              | 22. август 1946.                              |

## Освајачи медаља
|                   |                     |                        |
| Виљо Хејно Финска | Хелге Переле Финска | Андраш Чаплар Мађарска |

## Резултати

### Финале
| Пласман | Такмичар          | Држава          | Време    | Белешке  |
| ------- | ----------------- | --------------- | -------- | -------- |
|         | Виљо Хејно        | Финска          | 29:52,0  | РЕП, ЛРС |
|         | Хелге Переле      | Финска          | 30:31,4  | ЛР       |
|         | Андраш Чаплар     | Мађарска        | 30:35,2  | ЛР       |
| 4       | Свен Рап          | Шведска         | 30:49,2  | ЛРС      |
| 5       | Феодосије Ванин   | Совјетски Савез | 30:56,2  | ЛР       |
| 6       | Чарлс Хејрент     | Луксембург      | 31:08,,2 | ЛР       |
| 7       | Торвалд Вилфемсен | Норвешка        | 31:20,8  | ЛР       |
| 8       | Мартин Стокен     | Норвешка        | 32:56,0  | ЛРС      |
| 9       | Торе Тилман       | Шведска         | НЗ       |          |
| 10      | Ђузепе Бевијаква  | Италија         | НЗ       |          |

## Укупни биланс медаља у трци на 10.000 метара за мушкарце после 3. Европског првенства 1934—1946.
|    | Земља      | Злато | Сребро | Бронза | Укупно |
| -- | ---------- | ----- | ------ | ------ | ------ |
| 1. | Финска     | 3     | 2      | 0      | 5      |
| 2. | Италија    | 0     | 1      | 0      | 1      |
| 3. | Данска     | 0     | 0      | 1      | 1      |
| 3. | Мађарска   | 0     | 0      | 1      | 1      |
| 3. | Немачка    | 0     | 0      | 1      | 1      |
|    | Укупно {5} | 3     | 3      | 3      | 9      |

|    | Атлетичар       | Земља  | Злато | Сребро | Бронза | Укупно |
| -- | --------------- | ------ | ----- | ------ | ------ | ------ |
| 1. | Илмари Салминен | Финска | 2     | 0      | 0      | 2      |